# Seth Padelford

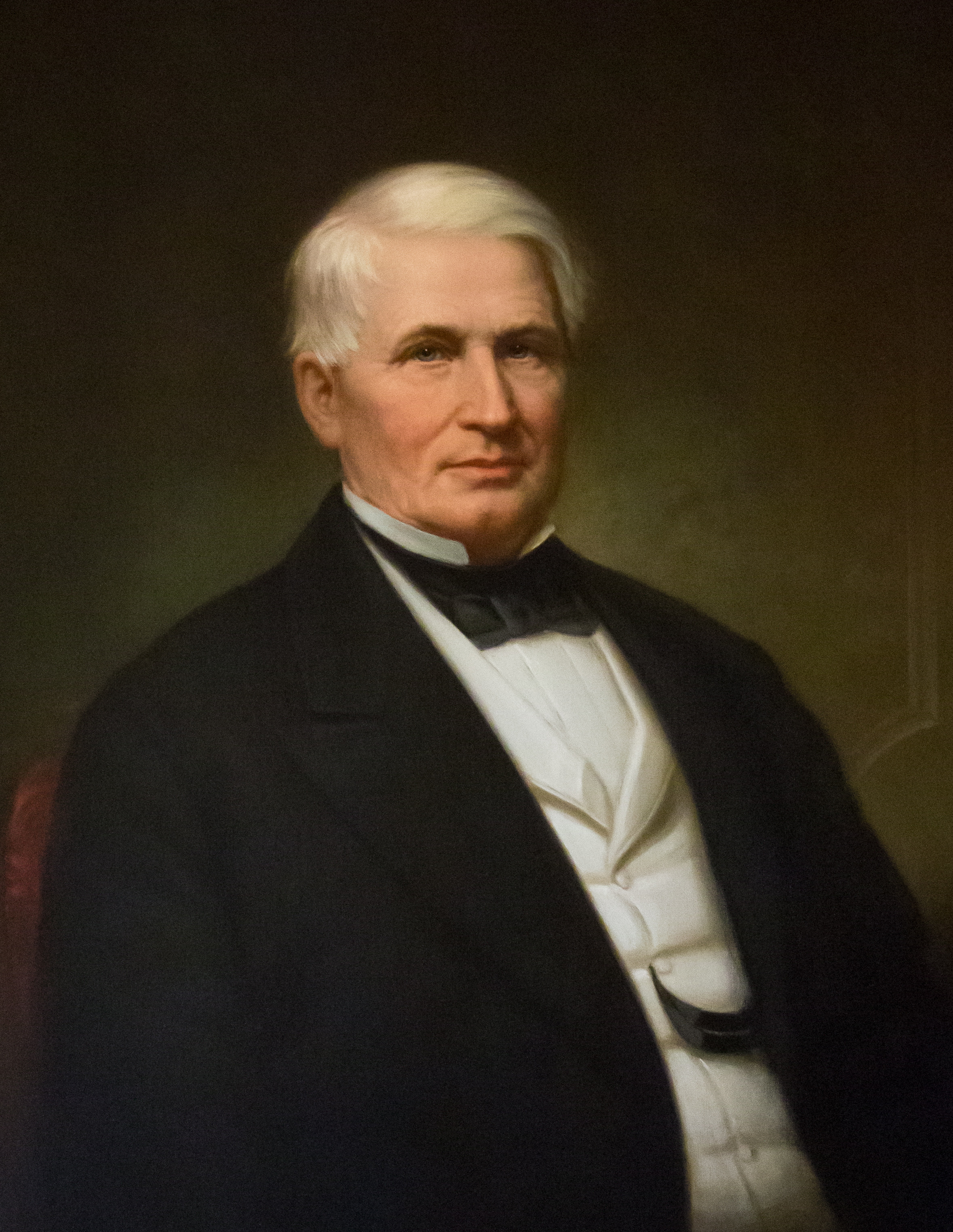
Seth Padelford

Seth Padelford (* 3. Oktober 1807 in Taunton, Massachusetts; † 26. August 1878 in Providence, Rhode Island) war ein US-amerikanischer Politiker (Republikanische Partei) und von 1869 bis 1873 Gouverneur des Bundesstaates Rhode Island.

## Frühe Jahre und politischer Aufstieg
Nach seiner Schulzeit wurde Seth Padelford im Einzelhandel tätig sowie als Stadtrat in Providence. In dieser Stadt war er auch Mitglied des Schulausschusses; später wurde er Abgeordneter im Repräsentantenhaus von Rhode Island. Seth Padelford war ein entschiedener Gegner der Sklaverei. Vor dem Bürgerkrieg unterstützte er in Kansas die Bewegung zur Abschaffung dieser Institution. Im Jahr 1860 kandidierte er erfolglos für das Amt des Gouverneurs von Rhode Island. In den Jahren 1863 und 1864 wurde er jeweils zum Vizegouverneur seines Staates gewählt.

## Gouverneur von Rhode Island und weiterer Lebenslauf
Im Jahr 1869 wurde Padelford zum neuen Gouverneur seines Staates gewählt. Nach drei erfolgreichen Wiederwahlen in den folgenden Jahren konnte er zwischen dem 25. Mai 1869 und dem 27. Mai 1873 in diesem Amt bleiben. Als Gouverneur setzte er sich für eine verbesserte Bildungspolitik ein. Der entsprechende Haushalt wurde in seiner Amtszeit vervierfacht.
Nach dem Ende seiner Gouverneurszeit war er vier Jahre lang Mitglied der Kommission, die den Tilgungsfonds des Staates verwaltete. Er engagierte sich außerdem in verschiedenen öffentlichen Vereinen und Organisationen. Seth Padelford starb im August 1878. Er war zweimal verheiratet und hatte zwei Kinder.